# Ernst Peter Ruhrig
Ernst Peter Ruhrig (* 1877; † nach 1939) war ein deutscher Kunstmaler der Düsseldorfer Malerschule und Mitglied des Vereins der Düsseldorfer Künstler.

## Leben

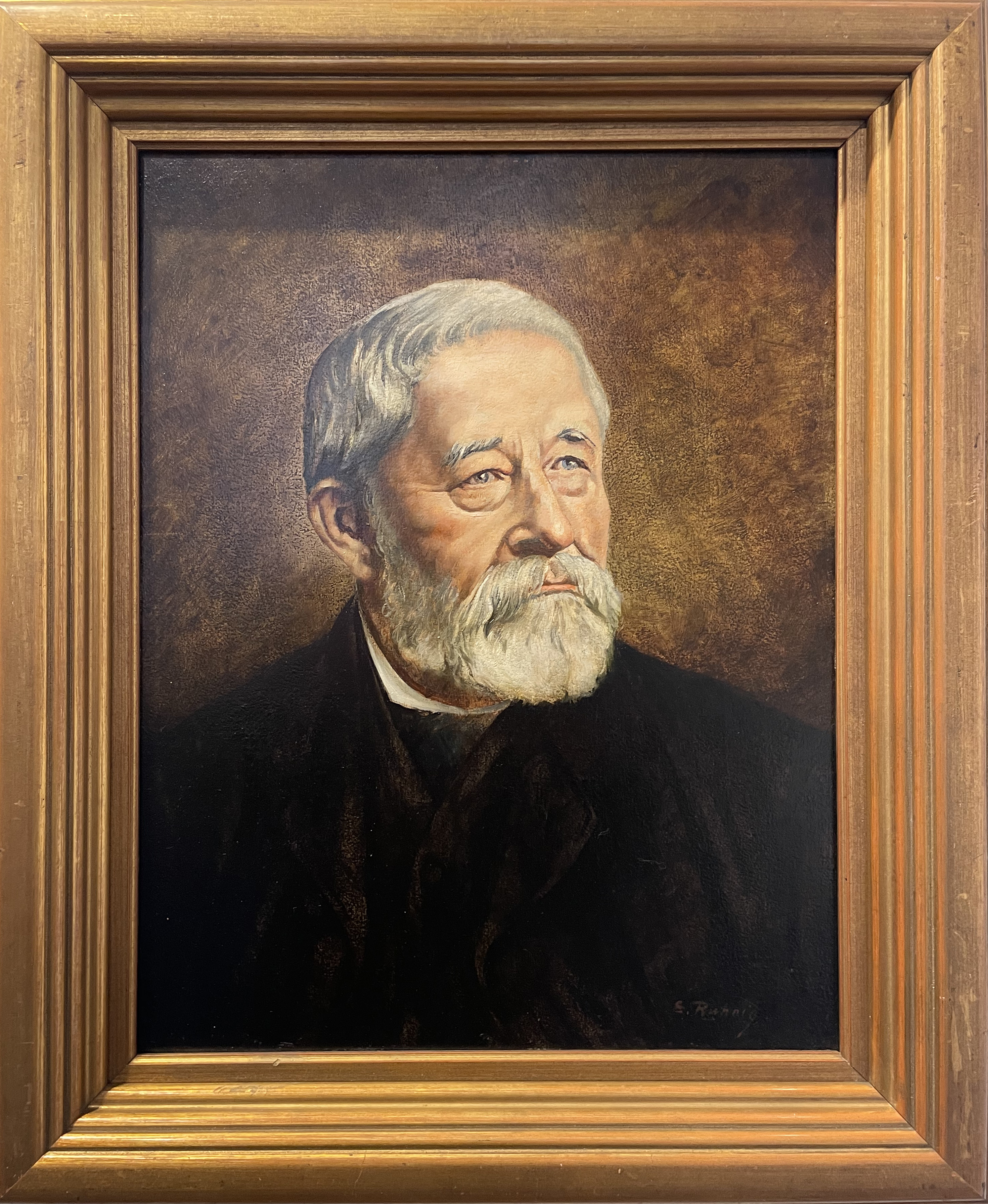
Porträt von Wilhelm Herchenbach (1932)

Ruhrig studierte an der Kunstakademie Düsseldorf, wo er unter anderem Schüler des Kunstprofessors Eduard von Gebhardt war.
Außer dem Verein der Düsseldorfer Künstler (Verein Düsseldorfer Künstler zu gegenseitiger Unterstützung und Hülfe) gehörte er in Düsseldorf auch dem Vereins zur Veranstaltung von Kunstausstellungen an. Zwischen dem 14. Mai und dem 31. August 1932 veranstaltete dieser Verein unter dem Titel Düsseldorf-Münchener Kunst eine großangelegte Ausstellung im Düsseldorfer Kunstpalast. Ruhrig präsentierte dort einige seiner Werke der Öffentlichkeit.
Am 1. November 1937 wurde Ruhrig zusammen mit dem Düsseldorfer Juristen und Kommunalpolitikern Walther Hensel unter der Anschuldigung des Hochverrats verhaftet und in das Polizeigefängnis eingeliefert. Obwohl Hensel im Sommer 1935 der NSDAP beigetreten war, unterhielt er parallel einen oppositionellen Zirkel, dem unter anderem Karl Arnold, Max Hildebrand von Gumppenberg und Robert Lehr angehörten. Diese Gruppierung existierte, zeitweise in Form eines Bibelkreises, bis Kriegsende und pflegte Kontakte zur Widerstandsgruppe des 20. Juli. Ernst Ruhrigs Mitgliedschaft in dem Zirkel ist bislang nicht allgemein bekannt, jedoch geht aus einem Schreiben des SS-Obergruppenführers und Leiter des Reichssicherheitshauptamts Reinhard Heydrich an die Staatspolizeileitstelle Düsseldorf vom 13. Januar 1939 hervor, dass Heydrich persönlich Schutzhaft für ihn angeordnet hatte.
Das genaue Todesdatum Ruhrigs und die genauen Umstände seines Todes sind nicht bekannt.

## Malerei

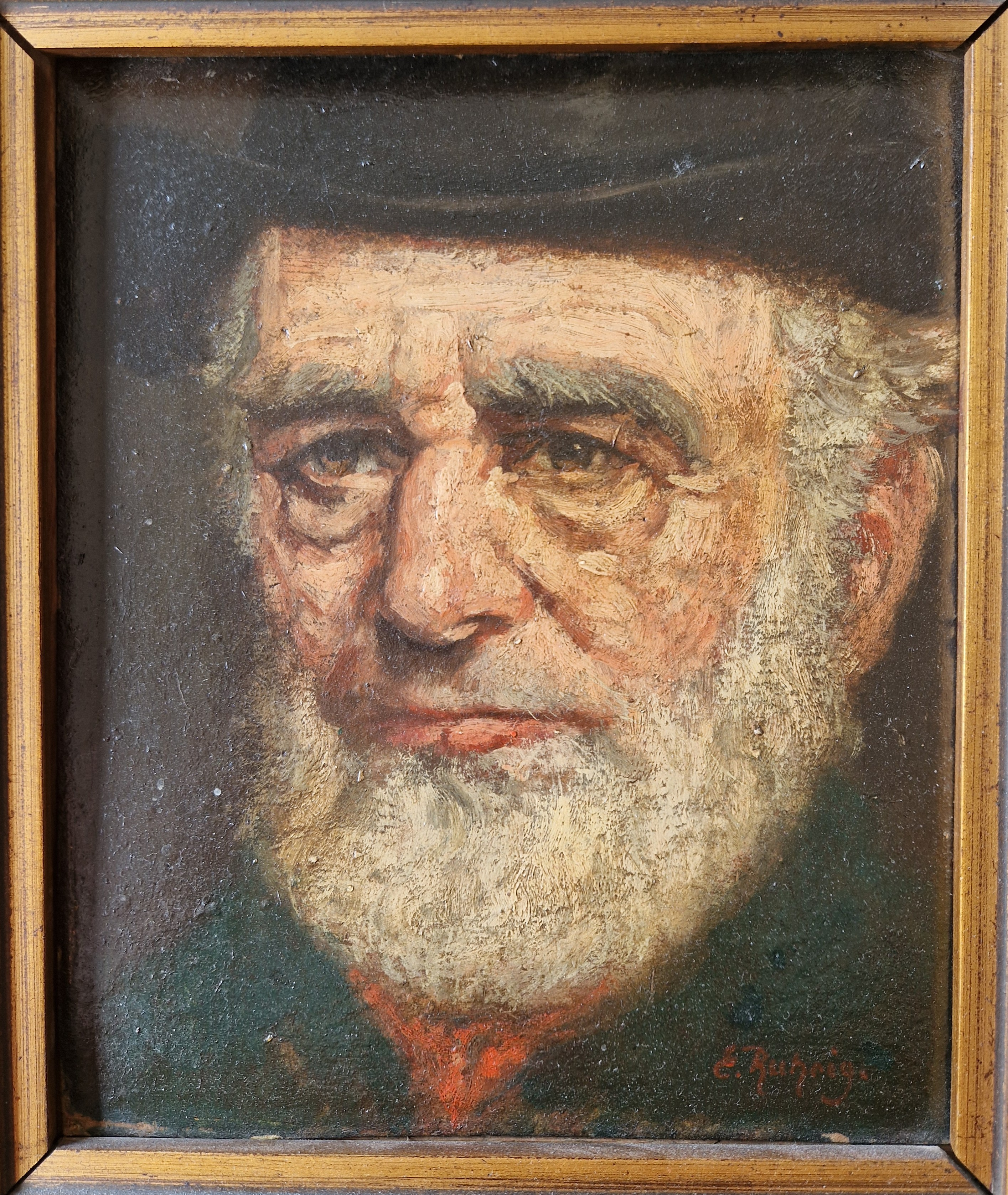
Porträt eines alten Mannes mit Bart – „Greisenkopf-Serie“

Die bekannteren Werke von Ernst Peter Ruhrig umfassen in erster Linie Porträts und Landschaftsbilder. Darunter befinden sich mehrere Exemplare einer Porträtserie von älteren Männern („Greisenkopf-Serie“). Ruhrig malte diese „Greisenköpfe“ für gewöhnlich in einem mittleren Format als Ölgemälde auf Pappe.

## Werke (Auswahl)
- Porträt von Wilhelm Herchenbach, 1932 (posthum gemalt), Stadtmuseum Düsseldorf
- Mann mit rotem Hut, „Greisenkopf-Serie“, Öl auf Pappe (15 × 15 cm), Stiftung Dorp (Kunstmuseum Solingen)[5]
- Porträt eines alten Mannes mit Bart, „Greisenkopf-Serie“, Öl auf Karton (15 × 20 cm), Privatbesitz
- Zwei Greisenköpfe, Gegenstücke, „Greisenkopf-Serie“, Öl auf Karton, Nachlass eines rheinischen Fabrikanten (Kunsthaus Lempertz)[6]
- Ortschaft an einem Fluß, zugeschrieben, Mischtechnik auf Bütten (50 × 60 cm)[7]
- Moorige Flur, zugeschrieben, Tempera auf Bütten (50 × 60 cm)[8]